# Brown & Williamson
Brown & Williamson est une ancienne compagnie américaine du secteur du tabac, absorbée par la British American Tobacco. 
Dans les années 1990, la société est mise sous les projecteurs lorsqu'une enquête est diligentée après que des plaintes ont été déposées selon lesquelles des substances additives auraient été ajoutées dans les cigarettes pour augmenter la dépendance des fumeurs.
L'enquête fut menée par les équipes de l'émission de la chaîne de télévision CBS 60 Minutes[réf. nécessaire]. Cette affaire fut également mise en avant dans le film de Michael Mann Révélations, sorti en 1999, avec Russell Crowe dans le rôle de Jeffrey Wigand, l'ex vice-président repenti et Al Pacino dans celui de Lowell Bergman, le journaliste.

De l'ammoniac aurait ainsi été ajouté dans les cigarettes pour augmenter l'absorption de la nicotine ce qui avait pour conséquence d'augmenter la dépendance.[réf. nécessaire]
La société avait son siège dans la ville de Louisville, dans le Kentucky, un État gros producteur de tabac. jusqu'au 30 juillet 2004 lorsque les affaires américaines fusionnèrent avec la compagnie R.J. Reynolds tout en créant la nouvelle société Reynolds American. 

## Marques

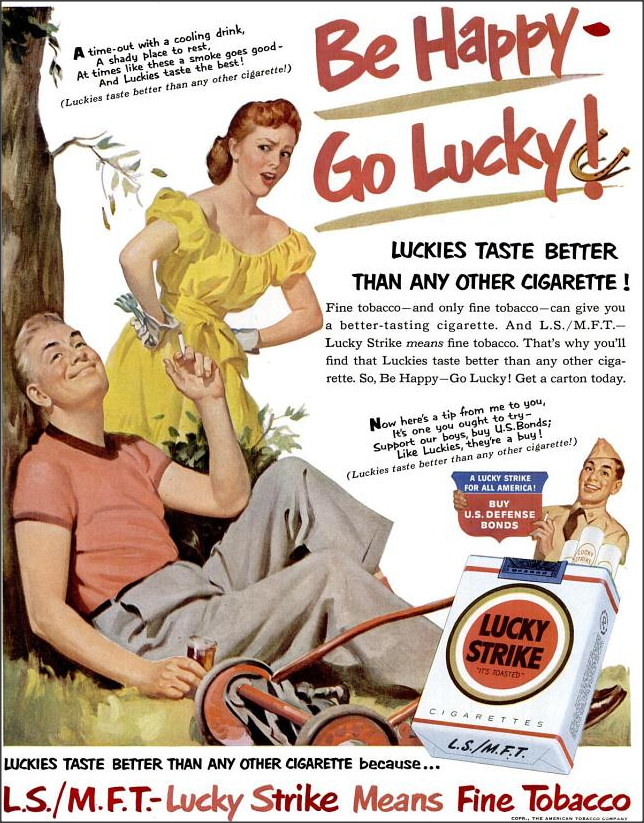
Publicité américaine pour la marque de cigarettes Lucky Strike (1951).

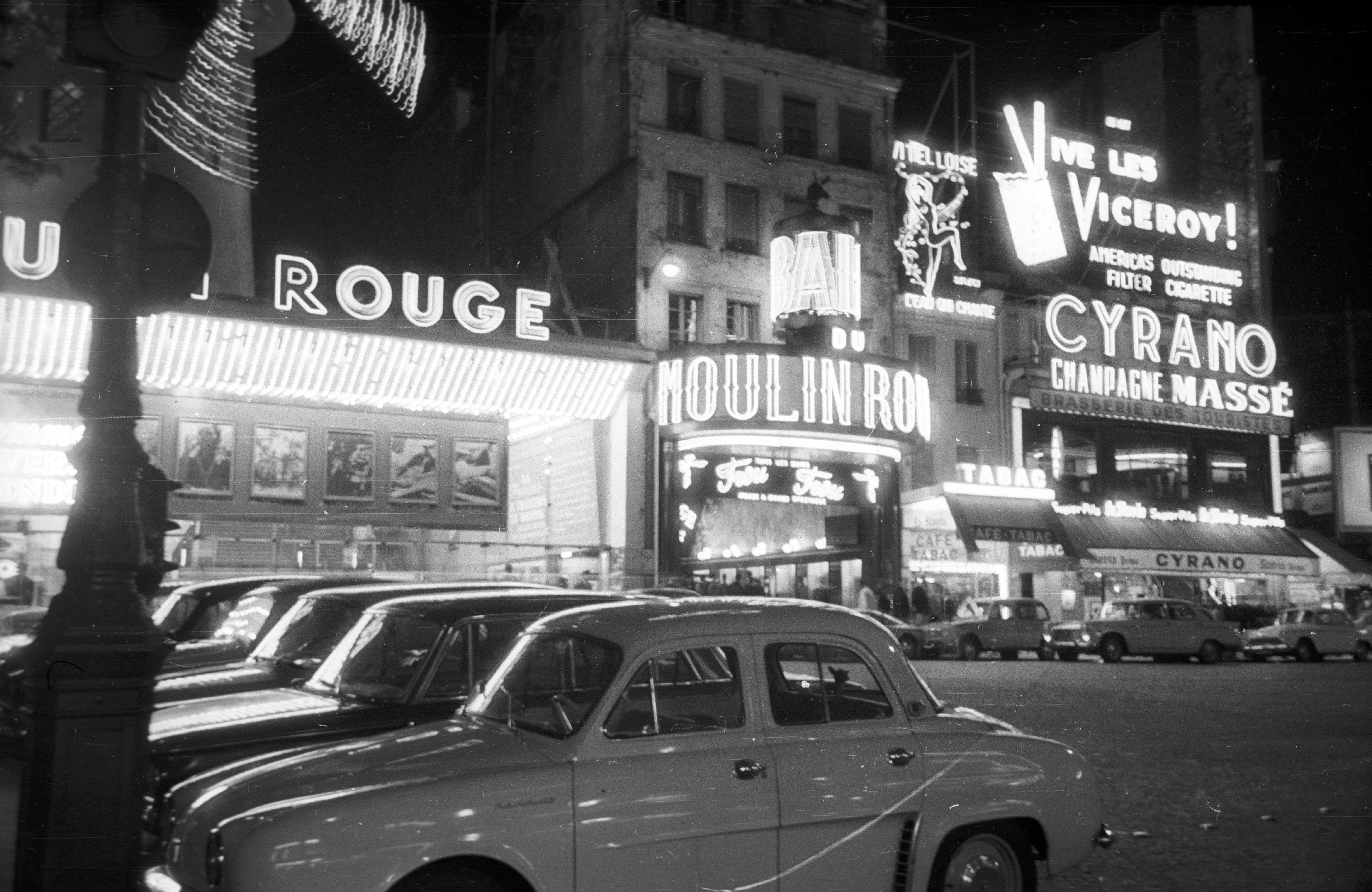
Publicités lumineuses boulevard de Clichy à Paris, dont l'une pour la marque de cigarettes Viceroy (1964).

- Barclay
- Belair
- Capri
- Carlton
- GPC
- Kool
- Laredo
- Lucky Strike
- Misty
- North State
- Pall Mall
- Private Stock
- Raleigh
- Tareyton
- Viceroy